# Gerardo Huesen
Mario Gerardo Huesen (nacido el 21 de marzo de 1980) es un empresario, político y diputado argentino por Tucumán, que además, se desempeñó como Legislador Tucumano por la sección Este de la provincia de Tucumán entre 2019 y 2023. 
Fue electo Diputado de la República Argentina durante el periodo 2023-2027 después de la renuncia de Ricardo Bussi a su bancada.

## Biografía
Nació en 1980, inició su militancia política de Fuerza Republicana en Banda de Río Sali.
adhesión de Huesen a las ideas negacionistas, tanto por su pertenencia a Fuerza Republicana, el partido fundado por Antonio D. Bussi. En Elecciones provinciales de Tucumán de 2019, cuando asumió como legislador provincial, Huesen juró “por la memoria del general Antonio Bussi”.
Huesen llegó a la Cámara de Diputados tras la renuncia de Ricardo Bussi, con quién posteriormente se enfrentaría tras acusaciones cruzadas de corrupción.
En 2023 fue candidato a vicegobernador por Tucumán, en la fórmula Bussi-Huesen, perdiendo nuevamente al solo obtener el 4% de los votos. Durante la campaña provincial obtuvieron el apoyo de Javier Milei. En las Elecciones legislativas de Argentina de 2023 volvió a ser candidato a diputado nacional, resultando no electo, asumiendo debido a la renuncia de Ricardo Bussi a su bancada.